# 神野正史
神野 正史（じんの まさふみ、1965年（昭和40年）8月24日 - ）は、愛知県春日井市出身の予備校講師。愛知県春日井市在住。本名：井上 慎一。
河合塾（名古屋地区）の世界史講師。YouTubeチャンネル「神野の世界史劇場」で『神野塾』を主宰。学びエイドの世界史鉄人講師。ネットゼミの世界史編集顧問。ブロードバンド予備校の世界史講師。合資会社アビリティ社長。執筆家。歴史エヴァンジェリスト。

## 人物
超難産だったため、分娩麻痺により生まれつき右腕がほぼ動かないが、剛柔流空手初段、日本拳法弐段。教壇では、いつも「スキンヘッド」「サングラス」「口髭」「黒スーツ」「金ネクタイ」「オリジナル扇子」というスタイル。もともとはスポーツ刈りだったが、2008年（平成20年）に十円ハゲができたため、「木を隠すには森の中、ハゲを隠すにはハゲの中」と、スキンヘッドにしてしまう。彼の日常生活やキャラについては、彼の奧さんのブログ『爆笑せきらら日記』に詳しい。ちなみに、AV監督のカンパニー松尾とは小・中・高と同じ同窓生。

## 経歴
- 1984年（昭和59年）3月 - 春日井西高等学校 卒業
- 1990年（平成2年）3月 - 立命館大学文学部史学科西洋史学専攻 卒業[1]

## 職歴
- 1990年（平成2年）4月～1991年（平成3年）3月 - 秀英予備校 （英語・社会科講師）
- 1991年（平成3年）4月～1992年（平成4年）3月 - 愛知県立一宮高等学校 （世界史講師）
- 1992年（平成4年）4月～1993年（平成5年）3月 - 愛知県立春日井高等学校 （世界史講師）
- 1993年（平成5年）4月～2024年（令和6年）3月 - 河合塾 （大学受験科世界史講師）
- 1995年（平成7年）4月～1999年（平成11年）3月 - 大志塾AXIS予備校（世界史講師）
- 2002年（平成14年）4月～2007年（平成19年）3月 - 名古屋予備校 （世界史講師）
- 2003年（平成15年）4月～現在 - ブロードバンド予備校 （世界史講師）
- 2008年（平成20年）4月～現在 - 世界史専門ネット予備校『世界史ドットコム』を開講。（2020年以降は『世界史ドットコム』の予備校機能を「神野ちゃんねる」に順次移転していき、2023年以降はテキスト販売に特化）
- 2008年（平成20年）4月～現在 - YouTube「神野ちゃんねる」を開設。2022年に「神野塾」を開設。
- 2015年（平成27年）7月～現在 - 学びエイド（世界史鉄人講師）
- 2016年（平成28年）4月～現在 - JRT株式会社（業務提携）
- 2025年（令和7年）6月～現在 - YouTube「神野ちゃんねる」を「神野の世界史劇場」（メイン：世界史解説）と「神野のひみつ基地」（サブ：キャンピングカー・旅）に分割。

## 主宰
2008年（平成20年）から世界史専門のインターネット予備校「世界史ドットコム」を主宰。「ThinkBoard」という講義プレイヤーを使って、予備校での講義をできるだけ雰囲気もそのままに公開。テキストは、予備校での講義中に使用している神野オリジナルテキスト「てるてる君テキスト」をそのまま使用している。一応、大学受験生対象予備校であるが、その高度な内容と敷居の低さから、下は小学生から上は社会人・主婦・世界史教師まで、受講生の対象は幅広い。
2020年ごろから「世界史ドットコム」の予備校機能を順次YouTube（神野ちゃんねる）に移転しはじめ、2022年には「神野塾」を開校したことに伴い、2023年には予備校機能を完全に「世界史ドットコム」から「神野塾」に移転、以降の「世界史ドットコム」は世界史劇場テキストの入手先に特化することになった。

## 出演番組

### テレビ
- 「リンクス ～歴史の連鎖を推理せよ！～」（NHK）2011年（平成23年）8月25日放送
- 「NMBとまなぶくん」（関西テレビ）
  - 「第142回 偉人から学ぶ世界史」 2016年（平成28年）2月12日放送
- 「雨上がりのＡさんの話 ～事情通に聞きました～」（朝日放送）
  - 「アホ皇帝列伝（ヨーロッパ編）」 2017年（平成29年）2月28日放送
  - 「アホ将軍列伝（中国編）」 2017年（平成29年）3月28日放送
  - 「アホ皇帝列伝（ローマ帝国編）」 2017年（平成29年）4月25日放送
  - 「アホ指導者列伝」 2017年（平成29年）5月23日放送
  - 「アホ偉人列伝 part.1」 2017年（平成29年）6月20日放送
  - 「アホ偉人列伝 part.2」 2017年（平成29年）7月18日放送
  - 「アホ偉人列伝 part.3」 2017年（平成29年）8月8日放送
  - 「アホ偉人列伝 part.4」 2017年（平成29年）10月31日放送
  - 「今さら言われても困る！研究の結果○○でした！」2019年（平成31年）1月15日放送
- 「私を不思議に連れてって！ ～史上最大のミステリー チンギス・ハン 幻の墓を探せ！～」（NHK）2018年（平成30年）8月23日放送
- 「痛快！明石家電視台」（毎日放送）2019年（平成31年）4月8日放送「実際どうなん！？ 顔が怖い人8人」
- 「PS純金」（中京テレビ）2021年（令和3年）1月22日放送「100回以上通ったやみつき飯」
- 「誰でも考えたくなる「正解の無いクイズ」～天才奇才変人さん、みんなで一緒に考えよう～」（テレビ東京）2023年（令和5年）10月29日放送

### ラジオ
- 「夕刊 ゴジらじ」（NHK）2014年（平成26年）6月11日放送[1]

## 講演
主な講演テーマは以下のとおり。
- 「１から１０まで間違いだらけの勉強法がはびこる学校教育 ～そもそも教師自身が勉強を知らない～」
- 「歴史に学ぶ成功と失敗哲学」
- 「歴史に学ぶ人生教訓」
- 「世界史がわかればニュースがわかる！」
- 「障害をバネに変えた世界の偉人たち ～自らの経験を踏まえて～」

など。

## 著作

### 神野正史 名義

#### 旺文社版「世界史劇場」シリーズ
本シリーズの表紙のフィギュア人形は神野の実妹の作品である。本シリーズは「講義CD」が付属し、映像講義が聴ける「レク本シリーズ」の参考書である。本書付属の「講義CD」の内容は、現在では、神野主宰の「世界史ドットコム」および「YouTube」で、全編が無償で公開されている。
- 神野正史『神野の世界史劇場』 2009年度版、旺文社、2008年10月。ISBN 978-4-01-033816-2。
- 神野正史『神野の世界史劇場』 2010年度版、旺文社、2009年3月。ISBN 978-4-01-033818-6。

#### ベレ出版版「世界史劇場」シリーズ
- 神野正史『世界史劇場 イスラーム世界の起源』ベレ出版、2013年3月。ISBN 978-4-86064-348-5。
- 神野正史『世界史劇場 日清・日露戦争はこうして起こった』ベレ出版、2013年7月。ISBN 978-4-86064-361-4。
- 神野正史『世界史劇場 アメリカ合衆国の誕生』ベレ出版、2013年11月。ISBN 978-4-86064-375-1。 - 文献あり。
- 神野正史『世界史劇場 イスラーム三國志』ベレ出版、2014年3月。ISBN 978-4-86064-387-4。 - 文献・年表あり。
- 神野正史『世界史劇場 第一次世界大戦の衝撃』ベレ出版、2014年7月。ISBN 978-4-86064-400-0。 - 文献あり。
- 神野正史『世界史劇場 ロシア革命の激震』ベレ出版、2014年11月。ISBN 978-4-86064-416-1。 - 文献・年表あり。
- 神野正史『世界史劇場 フランス革命の激流』ベレ出版、2015年3月。ISBN 978-4-86064-429-1。 - 文献あり。
- 神野正史『世界史劇場 駆け抜けるナポレオン』ベレ出版、2015年11月。ISBN 978-4-86064-454-3。 - 文献あり。
- 神野正史『世界史劇場 ナチスはこうして政権を奪取した』ベレ出版、2016年7月。ISBN 978-4-86064-481-9。 - 文献あり。
- 神野正史『世界史劇場 正史三國志』ベレ出版、2017年7月。ISBN 978-4-86064-516-8。 - 文献・年表・人名索引あり。
- 神野正史『世界史劇場 侵蝕されるイスラーム世界』ベレ出版、2018年5月。ISBN 978-4-86064-547-2。 - 文献・年表あり。
- 神野正史『世界史劇場 第二次世界大戦 熾烈なるヨーロッパ戦線』ベレ出版、2019年7月。ISBN 978-4-86064-587-8。 - 文献あり。
- 神野正史『世界史劇場 天才ビスマルクの策謀』ベレ出版、2020年6月。ISBN 978-4-86064-622-6。 - 文献あり。
- 神野正史『世界史劇場 春秋戦国と 始皇帝の誕生』ベレ出版、2021年7月。ISBN 978-4-86064-664-6。 - 文献・年表あり。
- 神野正史『世界史劇場 項羽と劉邦』ベレ出版、2022年5月。ISBN 978-4-86064-691-2。 - 文献あり。
- 神野正史『世界史劇場 オスマン帝国の滅亡と翻弄されるイスラーム世界』ベレ出版、2023年5月。ISBN 978-4-86064-726-1。 - 文献あり。

#### 台湾語翻訳版「世界史劇場」シリーズ
本シリーズはベレ出版版「世界史劇場」シリーズの台湾語翻訳版である。
- 神野正史 (2015-11-13), 世界史劇場：伊斯蘭世界的起源, 圖解雜學系列, 1, 陳聖怡 譯者, 台灣: 楓樹林出版社, ISBN 9789865688370
- 神野正史 (2015-12-05), 世界史劇場：伊斯蘭三國志, 圖解雜學系列, 2, 陳聖怡 譯者, 台灣: 楓樹林出版社, ISBN 9789865688424
- 神野正史 (2016-09-01), 世界史劇場：甲午、日俄戰爭始末, 圖解雜學系列, 3, 陳聖怡 譯者, 台灣: 楓樹林出版社, ISBN 9789865688455
- 神野正史 (2016-10-15), 世界史劇場：美利堅合眾國的誕生, 圖解雜學系列, 4, 石學昌 譯者, 台灣: 楓樹林出版社, ISBN 9789865688547
- 神野正史 (2016-11-10), 世界史劇場：第一次世界大戰的衝擊, 圖解雜學系列, 5, 藍嘉楹 譯者, 台灣: 楓樹林出版社, ISBN 9789865688561
- 神野正史 (2017-01-01), 世界史劇場：俄羅斯革命風雲, 圖解雜學系列, 6, 黃昱翔 譯者, 台灣: 楓樹林出版社, ISBN 9789865688592

#### 世界史ドットコム版「世界史劇場」シリーズ（映像講義付き）
『世界史劇場』シリーズに使用されているイラスト（てるてるパネル）は神野正史本人による。本書の講義内容は、神野主宰の「世界史ドットコム テキスト案内」で、テキストが無償で公開されている。
- 神野正史『世界史劇場1 第一次世界大戦』アビリティ出版、2008年。
- 神野正史『世界史劇場2 ロシア革命』アビリティ出版、2008年。
- 神野正史『世界史劇場3 フランス革命』アビリティ出版、2009年。
- 神野正史『世界史劇場4 ナチスドイツの抬頭』アビリティ出版、2009年。
- 神野正史『世界史劇場5 イスラーム世界の成立』アビリティ出版、2009年。
- 神野正史『世界史劇場6 日清・日露戦争』アビリティ出版、2010年。
- 神野正史『世界史劇場7 辛亥革命と軍閥中国』アビリティ出版、2010年。
- 神野正史『世界史劇場8 イスラーム鼎立時代』アビリティ出版、2011年。
- 神野正史『世界史劇場9 アメリカ建国史』アビリティ出版、2012年。

#### 一般教養書
- 神野正史『最強の成功哲学書 世界史』ダイヤモンド社、2016年2月。ISBN 978-4-478-06648-5。[注釈 1]
  - 神野正史『不輸的力量 世界史的成功戰略』吳易尚（翻訳）、大牌出版（出版社）、台灣、2017年1月。ISBN 9789865797973。 - 神野 (2016a)の台湾語翻訳版。
  - 神野正史 『세계사 수업（邦訳：世界史の授業）』、김대환（翻訳）、韓国：잇북（出版社）、2017年11月。ISBN 9791185370095。 - 神野 (2016a)の韓国語翻訳版。
  - 神野正史『最強の教訓！ 世界史』PHP、2018年10月。ISBN 978-4-569-76856-4。 - 神野 (2016a)の文庫版。
- 神野正史『戦争と革命の世界史』大和書房〈だいわ文庫 320-1H〉、2016年6月。ISBN 978-4-479-30598-9。
- 神野正史『「覇権」で読み解けば世界史がわかる』祥伝社、2016年9月。ISBN 978-4-396-61575-8。[注釈 1]
  - 神野正史『역사로 읽는 세계 - 역사 미래를 예측하는 최고의 방법론（邦訳：歴史で読む世界 - 歴史、未来を予測する最高の方法論）』최미숙（翻訳）、라이프맵（出版社）、韓国、2017年8月。ISBN 9791188096329。 - 神野 (2016d)の韓国語翻訳版。
- 神野正史『現代を読み解くための「世界史」講義　THE POWER OF HISTORICAL THINKING』日経BP社(出版) 日経BPマーケティング(発売)、2016年12月。ISBN 978-4-8222-5187-1。
- 『「世界史」から読み解けば日本史がわかる』祥伝社、2017年9月。ISBN 978-4-8606-4516-8。
- 神野正史『粛清で読み解く世界史』辰巳出版、2018年9月。ISBN 978-4-777-82184-6。
- 神野正史『「移民」で読み解く世界史』イースト・プレス、2019年5月。ISBN 978-4-781-61784-8。
- 神野正史『暗記がいらない世界史の教科書』PHP、2020年1月。ISBN 978-4-569-84569-2。

### 井上玄燁（げんよう） 名義

#### 「まんが講義」シリーズ
本シリーズの表紙イラストおよび本文中の漫画は彼の実妹の作品である。
- 井上玄燁『世界史に強くなる!古典文学のまんが講義』 (1) 古代西洋編、井上恵理 画、山川図書出版(出版) 山川出版社 (発売)、2000年3月。ISBN 4-634-07410-9。
- 井上玄燁『世界史に強くなる!古典文学のまんが講義』 (2) 中世近世西洋編、井上恵理 画、山川図書出版(出版) 山川出版社(発売)、2000年3月。ISBN 4-634-07420-6。
- 井上玄燁『世界史に強くなる!古典文学のまんが講義』 (3) 東洋編、井上恵理 画、山川図書出版(出版) 山川出版社(発売)、2000年3月。ISBN 4-634-07430-3。

### 矢部正範（まさのり） 名義
本書のイラストは彼の実妹（右京零 名義）の作品である。
- 矢部正範『爆笑トリビア解体聖書　読んでびっくり！その真実』右京零 画、セントラルSOG(出版) コアラブックス(発売)、2005年2月。ISBN 4-86097-083-7。

### 雑誌・書籍掲載文書
- 「特集「予備校カリスマ講師の集中講義」」『螢雪時代』2009年8月号、旺文社、2009年8月、46-47頁。
- 「コラム「第36回職業選手名鑑2010（予備校講師編）」」『週刊プレイボーイ』2010年9月27日号、集英社、2010年9月27日、76頁。
- 成毛眞「第3章「歴史という迷宮」」『もっと面白い本』岩波書店〈岩波新書 新赤版 1468〉、2014年1月、86-89頁。ISBN 978-4-00-431468-4。
- 「3限目「世界史」」『ビジネス書完全ガイド　ビジネス書最強ランキング100』晋遊舎〈100%ムックシリーズ 完全ガイドシリーズ 089〉、2015年8月、73頁。ISBN 978-4-8018-0243-8。
- 「歴史から学ぶ「感情的リーダーが率いる組織の末路」」『PRESIDENT 2019年11/1号』プレジデント社〈「嫉妬」の黒い心理学〉、2019年11月、26頁。ASIN B07Y98NXSL。

### 雑誌連載コラム
- 『ダイヤモンド社書籍オンライン』（ダイヤモンド社、2016年） - コラム「最強の成功哲学書 世界史」連載[6]
- 『日経BPネット』（日本経済新聞社、2016年） - コラム「神野正史のニュースは世界史から学べ！」連載[7]
- 『日経ビジネスオンライン』（日本経済新聞社、2017年） - コラム「神野正史の人生を豊かにする世界史講座」[8]

### 監修
- 『ニンテンドー3DSソフト Earthpedia』神野正史 監修、学習研究社、2012年。
- 『地政学でよくわかる！　世界の紛争・戦争・経済史』神野正史 監修、コスミック出版〈COSMIC MOOK〉、2016年7月。ISBN 978-4-7747-8199-0。 - 文献あり。
- 『教養として知っておきたい地政学』神野正史 監修、ナツメ社、2018年3月。ISBN 978-4-8163-6421-1。 - 文献あり。